# Paparazzi (레이디 가가의 노래)
"Paparazzi"는 미국의 음악가 레이디 가가의 노래로, 가가의 첫 정규 음반 The Fame에 수록되어 있다. 가가와 롭 푸사리가 함께 노래를 작곡했으며, 앨범의 마지막 싱글로 발매되었다. 영국, 이탈리아, 아일랜드, 미국, 캐나다, 오스트레일리아, 뉴질랜드, 프랑스 등지에서 10위권 진입을 했다. 미국에서는 2009년 7월 6일에 발매되었으며, 한국에서는 31일날 발매되었다. 처음에 영국에서는 "LoveGame"이 세 번째 싱글로 발매될 예정이였지만, "LoveGame"의 선정적인 가사와 뮤직비디오로 논란이 돼 대체할 싱글로 "Paparazzi"가 결정되었다. 노래의 가사는 레이디 가가가 작사하였으며, 내용은 명성에 대한 모험과 갈등을 묘사한 내용이다.

## 트랙 리스트

### 영국& 오스트레일리아 CD 싱글
1. "Paparazzi" (Album Version) – 3:29
2. "Paparazzi" (Filthy Dukes Remix) – 5:21

## 차트 기록
| Chart (2009)             | Peak position |
| ------------------------ | ------------- |
| 오스트레일리아 싱글 차트 | 2             |
| 오스트리아 싱글 차트     | 3             |
| 벨기에 싱글 차트         | 7             |
| 브라질 핫 100 방송       | 18            |
| 캐나다 핫 100            | 3             |
| 체코 방송 차트           | 1             |
| 덴마크 싱글 차트         | 12            |
| 덴마크 탑 40             | 4             |
| 유럽 핫 100 싱글         | 3             |
| 핀란드 싱글 차트         | 9             |
| 프랑스 싱글 차트         | 6             |
| 독일 싱글 차트           | 1             |
| 헝그리 방송 차트         | 10            |
| 아일랜드 싱글 차트       | 4             |
| 이탈리아 싱글 차트       | 3             |
| 뉴질랜드 싱글 차트       | 5             |
| 러시아 방송 차트         | 8             |
| 슬로바키아 방송 차트     | 5             |
| 스페인 싱글 차트         | 46            |
| 스웨덴 싱글 차트         | 22            |
| 스위스 싱글 차트         | 4             |
| 영국 싱글 차트           | 4             |
| 미국 빌보드 핫 100       | 6             |
| 미국 핫 댄스 클럽 송     | 1             |